# Hector Raemaekers

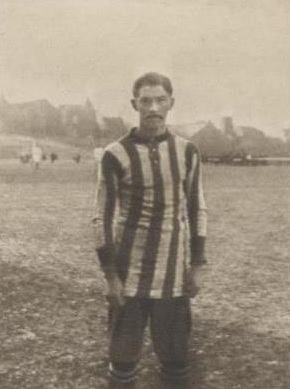
Hector Raemaekers

Hector Raemaekers (maart 1883 - 3 december 1962) was een Belgisch voetballer die speelde als verdediger. Hij voetbalde in de Eerste klasse bij Racing Club Brussel en speelde 12 interlandwedstrijden met het Belgisch voetbalelftal.

## Loopbaan
Raemaekers debuteerde in 1902 als verdediger in het eerste elftal van Racing Club Brussel en verwierf er al spoedig een basisplaats. Racing Brussel kende op dat moment een sterke periode; Raemaekers werd met de ploeg tweemaal landskampioen (1903 en 1908), driemaal tweede (1904, 1905 en 1907) en in 1912 werd de Beker van België veroverd. Zijn voetbalcarrière werd onderbroken door de Eerste Wereldoorlog. Na de hervatting van de competitie in 1919 speelde Raemaekers nog één seizoen bij Racing en zette toen een punt achter zijn spelersloopbaan op het hoogste niveau. In totaal speelde Raemaekers 173 wedstrijden in Eerste klasse en scoorde hierbij 10 doelpunten.
Tussen 1905 en 1913 speelde Raemaekers 12 wedstrijden met het Belgisch voetbalelftal.